# Costermano sul Garda
Costermano sul Garda (velenceiül Costerman) település Olaszországban, Veneto régióban, Verona megyében. Lakosainak száma 3974 fő (2023. január 1.). Costermano sul Garda Affi, Bardolino, Caprino Veronese, Garda, Rivoli Veronese, San Zeno di Montagna és Torri del Benaco községekkel határos.

## Népesség
A település népességének változása:
| Lakosok száma | 3733 | 3749 | 3974 |
|               | 2017 | 2018 | 2023 |